# ميلوتين أليكسيتش
ميلوتين أليكسيتش (بالصربية: Милутин Алексић) مواليد 28 أبريل 1982 في بلغراد، جمهورية صربيا الاشتراكية، جمهورية يوغوسلافيا الاشتراكية الاتحادية، هو لاعب كرة سلة صربي. بدأ مسيرته الاحترافية في سنة 2000. يبلغ طوله 6 قدم 8 بوصة (2.0 م).

## المسيرة الاحترافية
لعب مع ريد ستار من سنة 2000 إلى 2002، ثم لعب مع بودوشنوست من سنة 2002 إلى 2004، ثم لعب مع ليماسول في سنة 2004، ثم لعب مع أيل ليماسول في سنة 2005، ثم لعب مع سبيرو شارلوروا في سنة 2005، ثم لعب مع أيل ليماسول من سنة 2005 إلى 2008، ثم لعب مع إيه إس كي ريغا في موسم 2008–2009، ثم لعب مع أيه إي كي لارنكا في سنة 2010.

## روابط خارجية
- ميلوتين أليكسيتش على موقع الاتحاد الدولي لكرة السلة (الإنجليزية)
- ميلوتين أليكسيتش على موقع الدوري الأوروبي لكرة السلة (الإنجليزية)
- ميلوتين أليكسيتش على موقع كرة السلة الأوروبية.كوم (الإنجليزية)
- ميلوتين أليكسيتش على موقع ريلجم (الإنجليزية)
- ميلوتين أليكسيتش على موقع بروبوليرز (الإنجليزية)
- ميلوتين أليكسيتش على موقع سبورتس رفرنس (الإنجليزية)